# ロデルフィス
ロデルフィスは単細胞真核生物である。紅藻の姉妹群であるが、紅藻が鞭毛を持たず一般的に光合成を行うのに対し、ロデルフィスは2本の鞭毛で遊泳し捕食によって従属栄養生活を営む。光合成能を持たないものの、痕跡的なプラスチドを持っており、おそらくヘム合成や鉄硫黄クラスターの形成を担っている。光合成性の真核生物の進化を論じる上で非常に注目される原生生物である。

## 形態
直径10-13 µmの卵形で無色の単細胞生物。細胞の一部が、細かい傘状の構造を持つ糖針(glycostyle)と呼ばれる細胞外被に覆われている。2本の鞭毛は根元で直交しており、長さはほぼ等しいが非対称に運動する。後方へ向かう鞭毛はマスチゴネマを持ち、糖針に覆われている。明確な捕食装置は持たないが、細胞の後端で細菌や小さな鞭毛虫を貪食する。ミトコンドリアのクリステは管状である。

## ゲノム情報
ロデルフィスは紅藻の姉妹群であるが、そのゲノムはかなり異なる特徴を持つ。ゲノムサイズは紅藻と比べて非常に大きく、またイントロンの数も多い。また鞭毛や貪食に関与するような、紅藻が持たない遺伝子を数多く持っている。
その一方、紅藻に見出されるのと同様な、プラスチドに移行するタンパク質群を持っている。そこで直接観察されたことはないものの、光合成能のない痕跡的なプラスチドを持っており、その機能はヘム合成や鉄硫黄クラスタの形成だと考えられている。

## 分類
分子系統解析からアーケプラスチダに属し、紅色植物門と姉妹群の関係にある。そこでRhodelphidia門をあて1綱1目1科1属とする。現在2種のみが記載されている。
- Rhodelphis limneticus
タイプ種。淡水産。ウクライナ・チェルニーヒウ州の淡水湖から単離された。収縮胞を持つ。シスト形成が確認されている。
- Rhodelphis marinus
海水産。ベトナム南部コンダオ諸島のサンゴ礁から単離された。